# Полевая трохоза
Трохоза полевая (лат. Trochosa ruricola) — вид паукообразных из семейства пауков-волков (Lycosidae).

## Описание
Размер самок в длину — 15 мм, но могут достигать 25 мм, а самцов — 10 мм. Оба пола тёмно-коричневые и имеют бледную полосу, которая спускается к панцирю и продолжается до брюшка. Паук охотится на земле и часто попадает в ловушки. Самки носят яичный мешок на брюхе около 3 недель, пока не появятся пауки и не соберутся на спине матери.
Встречается на пастбищах, лесах, зарослях кустарников и на газонах.

## Распространение
Евразия (Европа, Китай, Япония, Корея) и Северная Америка (Куба, Пуэрто-Рико, Бермудские острова).